# Androgyn (Klaus Schulze)
Androgyn is een studioalbum van Klaus Schulze. Het album verscheen in januari 2017 op Schulzes eigen MIG-label. Het album bevat muziek, die hij in 2001 en 2002 in Hambühren (Moldau Studio) opnam en die eerder verscheen in de verzamelbox Contemporary Works Vol. II, een album dat vrijwel direct was uitverkocht (gezien de beperkte oplage). In de 21e eeuw bracht Schulze veel oud werk opnieuw uit, en dit is er net als voorganger Another green mile een voorbeeld van.

## Musici
- Klaus Schulze – synthesizers, elektronica
- Wolfgang Tiepold – cello
- Tobias Becker – hobo
- Mickes – gitaar
- Julia Messenger – zang

## Muziek
| Nr. | Titel                                                        | Duur  |
| --- | ------------------------------------------------------------ | ----- |
| 1.  | In the dimness of light                                      | 12:47 |
| 2.  | Back to the future                                           | 28:02 |
| 3.  | There’s no mystery                                           | 4:37  |
| 4.  | Don’t ask the question why                                   | 5:08  |
| 5.  | The passion burns                                            | 4;22  |
| 6.  | This house full of shadows                                   | 20:43 |
| 7.  | A tiny violin (bonustrack over van Contemporay Works Vol. I) | 4:14  |